# Горин, Георгий Сергеевич
Георгий Сергеевич Горин (05 января 1905, Москва — 1978, там же) — начальник Управления водопроводно-канализационного хозяйства Мосгорисполкома, лауреат Сталинской премии 1951 года.

## Биография
Родился 5 января 1905 года в Москве (согласно тексту на надгробии — в 1906 году).
В 1928 году окончил инженерно-строительный факультет МВТУ по специальности «водоснабжение и канализация».
С 1926 года работал в Московском водопроводном хозяйстве — техник, инженер, прораб, начальник цеха, главный инженер Восточной водопроводной станции, главный инженер и начальник Сталинской водопроводной станции. Во время войны присвоено звание «инженер-капитан».
С 1949 по 1966 год начальник Управления водопроводно-канализационного хозяйства Мосгорисполкома.
В 1966 году защитил кандидатскую диссертацию на соискание учёной степени кандидата технических наук по теме «Основные направления в области автоматизации городских водопроводов».
После этого — на преподавательской работе.
Автор книги воспоминаний «Московский родник» (1973).
Избирался депутатом Моссовета нескольких созывов.
Умер в 1978 году. Похоронен на Ваганьковском кладбище.

## Награды
- Сталинская премия третьей степени (1951) — за автоматизацию основных технологических процессов Сталинской водопроводной станции (в составе коллектива).
- орден Отечественной войны I степени (1947)[4]
- орден «Знак Почёта»
- медаль «За оборону Москвы»[1]
- медаль «За победу над Германией в Великой Отечественной войне 1941—1945 гг.»[1]
- медаль «За доблестный труд в Великой Отечественной войне 1941—1945 гг.»
- Медаль «В память 800-летия Москвы»[5]

## Сочинения
- Эксплуатация oчистных сooружений вoдoпрoвoдных станций [Текст] / Горин Георгий Сергеевич; под ред. Турчиновича В. Т. — Москва ; Ленинград : Изд-во Наркомхоза РСФСР, 1941. — 192 с. : ил., черт. — Библиогр.: с. 188.
- Рационализаторская работа на Сталинской водопроводной станции [Текст] / Инж. Г. С. Горин ; Под общ. ред. Ф. В. Попова ; Нар. ком. коммун. хоз-ва РСФСР. Гормашучет. — Москва : Центр. тип. им. Ворошилова, 1945. — 19 с., без обл. : ил., черт.; 19 см.
- Основные направления в области автоматизации городских водопроводов : диссертация … кандидата технических наук : 05.00.00 / Горин Георгий Сергеевич; [Место защиты: Московский инженерно-строительный институт им. В. В. Куйбышева]. — Москва, 1966. — 160 с. : ил.
- Московский родник. — Москва : Моск. рабочий, 1973. — 136 с. : ил.; 20 см. Тираж: 22000 экз.